# ستيفن راندجيلوفيك
ستيفن راندجيلوفيك (بالإنجليزية: Steven Randjelovic)‏ مواليد 21 أبريل 1975، هو لاعب كرة مضرب أسترالي سابق بدأ مسيرته كمحترف سنة 1995 وكان يلعب باليد اليمنى. أعلى تصنيف له في الفردي كان المركز الـ 205 في سنة 1998. أعلى تصنيف له في الزوجي كان المركز الـ 163 في سنة 1999.

## النهائيات

### الفردي: (1)
| الرقم | السنة | الدورة         | الأرضية | المنافس في النهائي | النتيجة في النهائي |
| ----- | ----- | -------------- | ------- | ------------------ | ------------------ |
| 1.    | 1997  | بودابست، المجر | ترابية  | كوينو مونوز        | 4–6, 6–3, 6–0      |

### الزوجي: (3)
| الرقم | السنة | الدورة                  | الأرضية | الشريك            | المنافس في النهائي           | النتيجة في النهائي |
| ----- | ----- | ----------------------- | ------- | ----------------- | ---------------------------- | ------------------ |
| 1.    | 1999  | أوستند، بلجيكا          | ترابية  | ماركوس أوندروسكا  | اكزافييه ماليسه ويم نيفز     | 6–2, 6–4           |
| 2.    | 1999  | سكوبيه, جمهورية مقدونيا | ترابية  | جيرجيلي كيسجيورجي | فيديريكو براون لولوفرو زوفكو | 6–1, 5–7, 7–6(8–6) |
| 3.    | 2001  | لوغانو، سويسرا          | ترابية  | أتيلا سافولت      | بوبي ألتلار شون رودمان       | 6–2, 7–6(7–4)      |

## روابط خارجية
- ستيفن راندجيلوفيك على موقع رابطة محترفي التنس (الإنجليزية)
- ستيفن راندجيلوفيك على موقع الاتحاد الدولي لكرة المضرب (الإنجليزية)
- ستيفن راندجيلوفيك على موقع خلاصة التنس.كوم (الإنجليزية)